# Tess (film, 1979)
Tess je britansko-francoski dramski film iz leta 1979, ki ga je režiral Roman Polanski. Scenarij je napisal skupaj z Gerardom Brachom in Johnom Brownjohnom po romanu Čista ženska: Tess iz rodovine d'Urbervillov Thomasa Hardyja iz leta 1891. V naslovni vlogi nastopa Nastassja Kinski, v ostalih glavnih vlogah pa še Peter Firth in Leigh Lawson.
Film je bil premierno prikazan 31. oktobra 1979 v francoskih kinematografih, 12. decembra 1980 v ameriških in 9. aprila 1981 v britanskih. Naletel je na dobre ocene kritikov in bil na 53. podelitvi nominiran za oskarja v šestih kategorijah, tudi za najboljši film, osvojil pa oskarje za najboljšo fotografijo (Ghislain Cloquet in Geoffrey Unsworth), scenografijo (Pierre Guffroy in Jack Stephens) in kostumografijo (Anthony Powell). Ob tem je bil nominiran še za tri nagrade BAFTA, osvojil jo je za fotografijo, šest Césarjev, od katerih je osvojil nagrade za najboljši film, režijo in najboljšo fotografijo, ter štiri zlate globuse, od katerih je osvojil nagradi za najboljši tuji film in novinko leta (Kinski). Film velja za eno redkih Polanskijevih ljubezenskih zgodb in enega najboljših njegovih filmov.

## Vloge
- Nastassja Kinski kot Tess Durbeyfield
- Peter Firth kot Angel Clare
- Leigh Lawson kot Alec Stokes-d'Urberville
- John Collin kot John Durbeyfield
- Rosemary Martin kot ga. Durbeyfield
- Carolyn Pickles kot Marian
- Richard Pearson kot vikar Marlotta
- David Markham kot častiti Clare
- Pascale de Boysson kot ga. Clare
- Suzanna Hamilton kot Izz Huett
- Caroline Embling kot Retty
- Tony Church kot župnik Tringham
- Sylvia Coleridge kot ga. d'Urberville
- Fred Bryant kot mlekar Crick
- Tom Chadbon kot Cuthbert Clare
- Arielle Dombasle kot Mercy Chant
- Dicken Ashworth kot kmet Groby
- Lesley Dunlop kot dekle v kokošnjaku